# Matfield
Matfield är en ort i grevskapet Kent i sydöstra England. Orten ligger i distriktet Tunbridge Wells, cirka 7,5 kilometer öster om Royal Tunbridge Wells. Tätorten (built-up area) hade 468 invånare vid folkräkningen år 2021.